# Rock

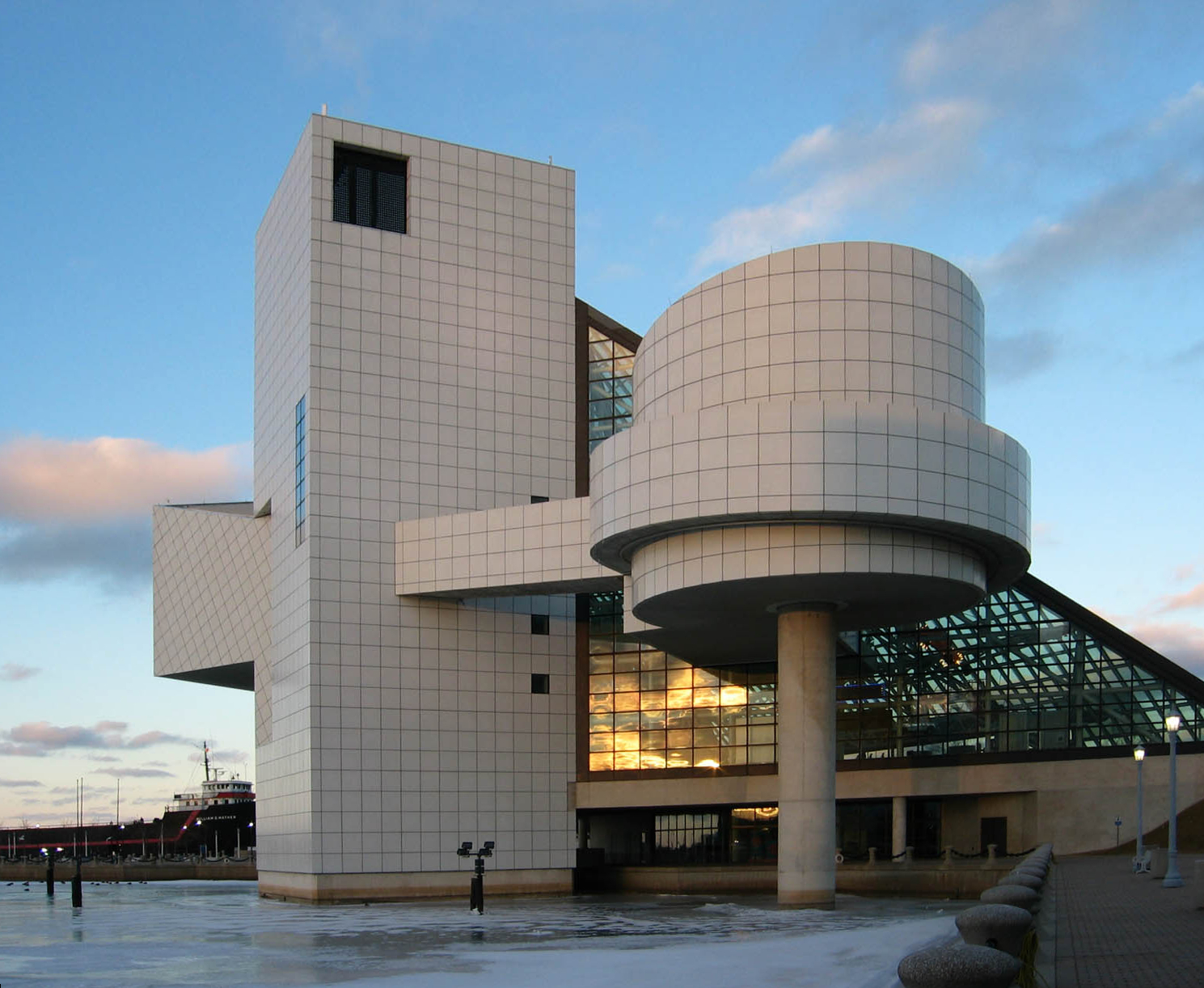
A Rock and Roll Hall of Fame, a világ legnagyobb rockmúzeuma (Cleveland, Amerikai Egyesült Államok)

A rock egy könnyűzenei stílus, mely a második világháborút követő politikai feszültségek korában tört utat magának, egész kulturális forradalmat indítva.
1954. április 12-én Bill Haley a Rock Around the Clock című számának stílusa, megszólalása éles ellentétben állt a korra jellemző lágy, fülbemászó, érzelmes dallamok stílusával, amelynek olyan előadói voltak, mint például Frank Sinatra. A rockzene társadalmi hatásai közül a legkomolyabb, hogy megnövelte a szakadékot a háború után felnövekvő tinédzserek és szüleik között. Lehetőséget adott a fiatal generációnak a bennük lévő lázadó életérzés kifejezésére, hiszen ez a zene csak nekik szólt, az ő életérzésüket hirdette. A zenei megújulást követte az öltözködési stílus és a teljes viselkedéskultúra megváltozása. A rock futótűzként terjedt az Egyesült Államokban, majd Nagy-Britannia után egész Európában, végül az 1960-as évekre meghódította az egész világot.

## Zenei jellemzői
A rockzene hangzását meghatározza az elektromos gitár alkalmazása, ami az ötvenes években, a rock and roll előretörésekor vált népszerűvé. Rockban az elektromos gitárt általában basszusgitárral kísérik, ami szintén ekkor jelent meg (először a jazzben alkalmazták), valamint dobfelszereléssel, ami magában foglal különböző dobokat és cintányérokat. A három alapvető hangszer gyakran kiegészül billentyűs hangszerekkel (például zongorával vagy Hammond-orgonával, esetleg szintetizátorral). A rockzenét játszó csapatokat szleng kifejezéssel bandáknak vagy rockbandáknak nevezik, és általában 3-5 személy játszik bennük. A rock tradicionális felállása a quintett, ahol szerepel egy énekes, egy szólógitáros, egy ritmusgitáros, egy basszusgitáros és egy dobos, néha billentyűs illetve egyéb hangszeres.
Más könnyűzenei stílusokkal (pl. jazz) szemben a rock zeneileg sokszor jóval egyszerűbb mind dallam, mind harmóniavezetés, mind ritmika szempontjából. Rockban az akkordok sokszor egyszerű hármashangzatok, fordítások nélkül, így nem ritka a kvint- és oktávpárhuzam, ami a klasszikus összhangzattanban tiltott. A rockszámok általában egyszerű, 4/4-es, egyenes (nem szinkópált) alapokra íródnak repetitív, monoton 2-4-es dobkísérettel, ami a második és negyedik leütést hangsúlyozza. A dallamok sokszor modális skálákon alapulnak, gyakori a dór, mixolíd, ión és eol-skála. A leggyakoribb akkordmenetekben terc-, kvart- és kvintlépések találhatók, néha disszonanciával. A hatvanas évek óta a rockdalok gyakran a verze-refrén formát követik, ami korábban a blues és a folk sajátja volt. Azonban a rock rengeteg különböző zenei stílussal keveredett, ezért mára a fent leírtaktól nagyban eltérőek lehetnek a rockszámok.

## Történelme

### Zenei gyökerek
A rockzene alapvetően az Amerikai Egyesült Államokban született, ahol a behurcolt fekete rabszolgák zenéje, a blues keveredett az Európából származó telepesek főleg country stílusú zenéjével. Mindez egy technikailag és társadalmilag rohamosan változó környezetben történt.

#### Bluesgyökerek (az afrikai eredet)
A blues az Egyesült Államok déli ültetvényein dolgozó rabszolgák munkadalaiból alakult ki, ami magában hordozta a fekete rabszolgából a korlátozott állampolgárság eléréséig vezető társadalmi változásokat. A blues gyökerei a földeken kurjongatott ún. hollerekre vezethetők vissza, melyek nem sokban különböztek a nyugat-afrikai rabszolgák munkadalaitól. Később a rabszolgaság eltörlését követően ezek szövege megmaradt, de ritmusuk – mivel már nem kellett a munka tempójához alkalmazkodnia – lelassult. Ezekből a dalokból a huszadik század 10-es éveire kialakult a mai értelemben vett klasszikus blueszene. A feketék egy része a szórakoztatóiparban helyezkedett el, ahova magukkal vitték a bluest, ahol az hamar népszerűvé vált.

##### A blues és a rock kapcsolata
A blues és a rock 'n' roll közötti kapcsolatot a második világháború után megjelenő rhythm & blues jelentette. (Nem összekeverendő a mai értelemben vett hiphop – pop hatásokat tartalmazó R&B-vel!) Ebben a stílusban megmaradt a blues zenére jellemző szövegvilág, de ritmusa felgyorsult, dinamikája erőteljesebb lett.
A rock és blues közötti legelső kapcsolatot egy chicagói muzsikus, Muddy Waters jelentette. Sok chicagói muzsikussal egyetemben ő is a déli deltavidékről származott. Az ő zenéje gyakorolta a legnagyobb hatást a brit blues-rock revival képviselőire. Egyik dalának címe lett a későbbi The Rolling Stones együttes névadója.

#### Countrygyökerek (a telepesek zenéje)
A country az amerikai ültetvényeken dolgozó fehér telepesek életéből merítette témáit és dallamvilágát.

##### A country és a rock kapcsolata
A country egyik későbbi stílusa, az ún. rockabilly már a rock and roll egyik korai stílusának számít. Főleg a délvidéki munkások zenéje volt, ahol a blueshagyományok is erősen éltek, így a két műfaj keveredéséből egy erősen ritmusos, gitárral, nagybőgővel, dobbal előadott tánczene alakult ki.

### Társadalmi háttér
A második világháborút követő években az Amerikai Egyesült Államok soha nem látott gazdasági fejlődésnek indult. Olyan folyamatok kezdődtek, mint a kertvárosiasodás, az „autó kultusza”, új drága divatirányzatok indultak hódító útjukra a tinédzserek körében, mind-mind a hirtelen jött jólétnek köszönhetően. Ugyanakkor az országban továbbra is megoldatlanok voltak az olyan problémák, mint a rasszizmus, és a hidegháború súlya is rányomta bélyegét a közhangulatra. A fiatalabb generációk a külső feszültségek növekedésével egyre inkább eltávolodtak szüleiktől, amit a média és a filmipar is kihasznált saját gazdasági céljai szerint.
Az első igazi rock-himnusznak tartott Rock Around the Clock c. Bill Haley számra így emlékezett vissza az akkor még tinédzser Frank Zappa:

| „             | Zsenge ifjúkoromban elképesztően gyanakodva fogadtam minden olyan rockzenét, amit fehérek játszottak. (…) De arra is emlékszem, mikor aztán megnéztem a Blackboard Jungle-t. Bill Haley és a Comets már a főcím alatt elkezdte harsogni hogy „One Two Three O'Clock, Four O'Clock Rock...”. Ilyen hangos rockot a gyerekek akkor még soha azelőtt nem hallottak („Menj a szobádba ha ezt a szart akarod hallgatni… és halkítsd is le!”). Emlékszem, rám is félelmetesen hatott. (…) A moziban, a Blackboard Jungle alatt senki sem szólhatott rá ezekre a srácokra hogy kapcsolják ki. Már nem érdekelt hogy Bill Haley fehér volt-e vagy sem… a Nemzeti Tini-himnuszt játszotta, olyan HANGOSAN, hogy muszáj volt fel-le ugrálnom. A Blackboard Jungle, a sztoritól teljesen függetlenül (amiben egyébként a felnőttek győztek a végén) a tiniknek egy különös „jóváhagyást” jelentett: „Csináltak rólunk egy filmet, ezek szerint tehát létezünk…" | ” |
| – Frank Zappa | |   |

Akkoriban rengeteg fiatal érzett Zappához hasonlóan. Az eseménytelen kertvárosi élet, az unalmas iskolák, és a szürke, egyforma családok rányomták bélyegüket a fiatal generációkra. Az egyetlen változást hosszú idő után a zene jelentette: Korábban csak a country, pop, musical volt jelen, aztán egyszer csak berobbant az ok nélküli lázadás, a rock 'n' roll személyében. Botrány, lázadás, felfordulás lettek az új életérzések.

### A zeneipar születése
A rock 'n' roll megjelenése egybeesett az addig egyeduralkodó 78-as fordulatszámú lemezeket felváltó, 45-ös fordulatszámú bakelitlemezek piaci bevezetésével, és 1954 júliusától már a legtöbb kiadó az új hanghordozón jelentette meg a legfrissebb slágereket. Ettől az évtől kezdve a zeneipar bevétele 5 év alatt megháromszorozódott, azaz évi 213 millió dollárról 603 millióra nőtt az Egyesült Államokban. A pénz szagát megérezve egyre több vállalkozó fektette pénzét a zenei ágazatba, és sorra jelentek meg friss felfedezettjeikkel az újabb és újabb producerek is.
A szabadúszó fiatal – sokszor még tinédzser – dalszerzők fokozatosan megtörték az addig szinte egyeduralkodó slágergyártási mechanizmust: Korábban a különböző ügynökségek által foglalkoztatott szerzők megírták a nagy kiadó által igényelt dalokat, majd azt a kiadó által kiválasztott énekessel, muzsikusokkal lemezre vették. Másrészt megváltoztatták a nagy lemezcégek hozzáállását is: ettől kezdve ők, az addig figyelembe se vett tinédzserek diktálták a divatot, illetve a feltételeket. A vezető lemeztársaságok 1956 után gyakorlatilag bármilyen dalt hajlandók voltak rögzíteni bárkivel, ha a piac ezt úgy kívánta, függetlenül az illető külső megjelenésétől, – vagy, ami korábban elképzelhetetlen volt – bőrszínétől vagy nemi identitásától.
A rockzene, mint művészet feláldozása az üzlet oltárán az 1960-as évek eleji producerek – Brian Epstein, Andrew Oldham, Phil Spector és társaik – megjelenésével vált valósággá: ellentétben a konzervatív gondolkodású cégvezetőkkel, ők azonnal felismerték a lázadás profitképességét. Pénzüket eleinte lemezboltokba, hangszerüzletekbe fektették, klubokat, butikokat nyitottak, majd a zenészeket is elkezdték megkörnyékezni. A lemezipar ekkor kezdett évtizedekig tartó szárnyalásba, és az 1990-es évek végén már közel 4 milliárd lemezt értékesítettek világszerte, mintegy 45 milliárd dollár értékben.

### Kronológia

#### Az 1950-es évek

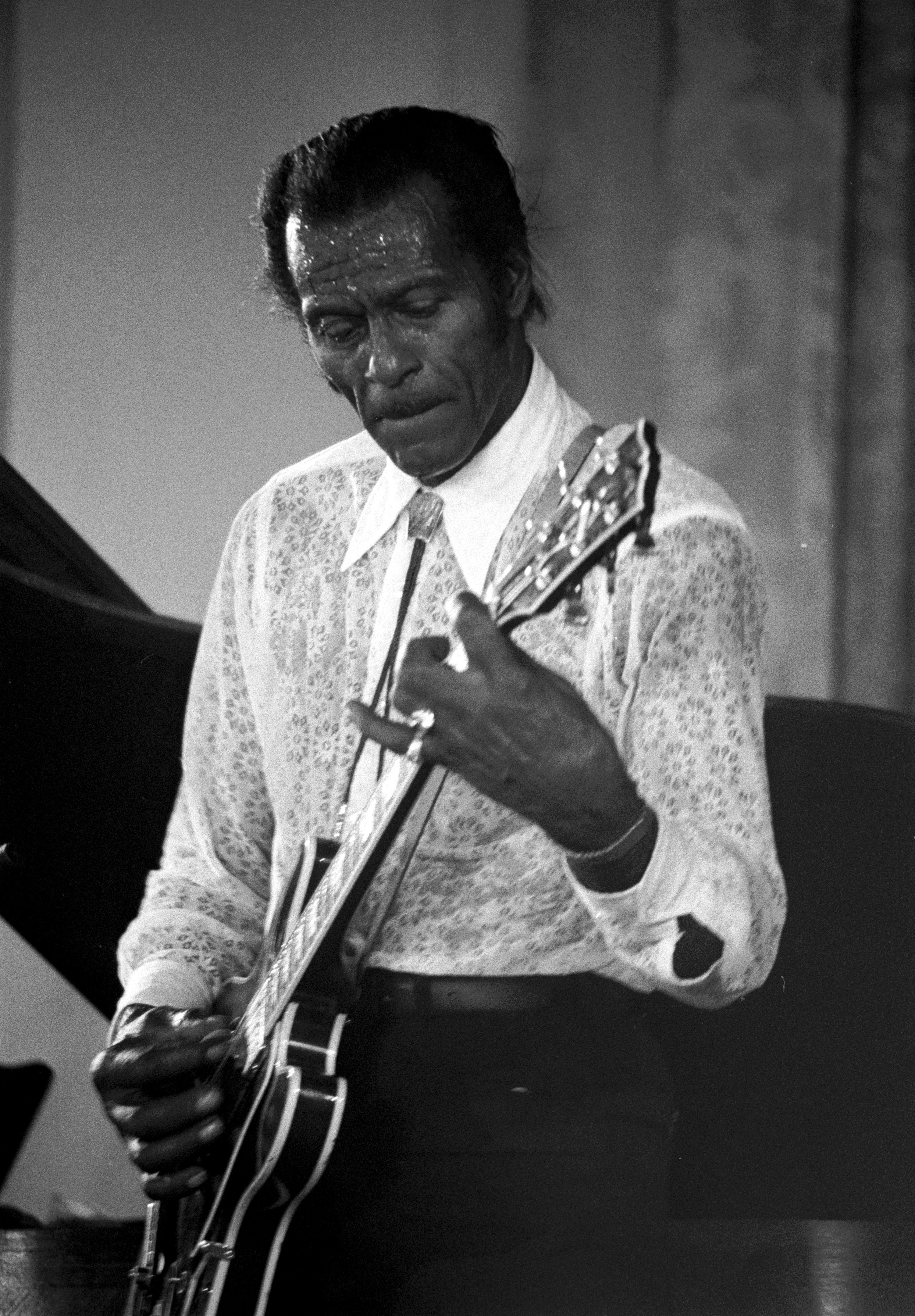
Chuck Berry

Az 1950-es években leginkább a jól táncolható rock 'n' roll volt népszerű, de természetesen a műfaj gyökereinek számító country és blues is előtérben maradt. Az első rock 'n' roll előadók közül később sok világsztár lett, melyek nevét ma már a műfaj megteremtőiként, de legalábbis meghatározó alakjaiként emlegetjük. Ilyen volt például az amerikai Bill Haley, aki Elvis Presley-vel együtt vált halhatatlanná. De ekkor élte előadói virágkorát Chuck Berry is, akit évekkel később a rock legendás alakjai neveztek meg, mint mesterüket. Ugyancsak az '50-es években alkotta legnagyobb sikereit Buddy Holly, akit a The Beatles ihletőjeként tartanak nyilván. Zenéjére jellemző, hogy sokkal egységesebb, tisztább volt, mint a szupersztár Elvisé, ugyanakkor modernebbnek hatott a country és western előadók stílusánál, így egyfajta középutat talált a két uralkodó zenei irányzat között.Ugyancsak meg kell említeni Jerry Lee Lewis (Killer) nevét amelyet utánozhatatlanul egyedi zongorajátékával érdemelt ki.Egyediségéhez őrült színpadi produkciója is hozzájárult, melyben gyakran a zongorára ugrott, felgyújtotta azt vagy éppen táncolva játszott.
Az '50-es évek közepétől a felnőtt társadalom üldözni kezdte a lázadó rock 'n' rollt. A nagyvárosokban együtteseket és lemezeket tiltottak be, koncerteket és kiadóvállalatokat lehetetlenítettek el. A hullám a médiára is kihatott: Sorra tűnt el a rock a rádióállomások műsoráról és a fiataloknak szóló nyomtatott sajtóból is. A rock-kultúrát mindennel összefüggésbe hozták, ami a társadalom romlottságára utalhat: alkohol-, cigaretta- és drogfogyasztással, motoros bandák fosztogatásaival, az utcai bandákkal. A szülők eltiltották gyermekeiket a zenétől, ami persze csak olaj volt a tűzre. A fiatalok szó szerint fellázadtak, a szüleik ellen és a társadalom ellen, amiben éltek. Egy 1956-os birminghami koncerten tettlegességig fajultak a dolgok, mikor egy civil csoport rátámadt Nat King Cole-ra csak mert ellenezték a fekete zenét.
Az európai országokban más volt a helyzet: A helyi zenészek átvették ugyan az amerikai zenei mintákat, de előadásmódjuk sokkal precízebb, kimódoltabb, ezáltal unalmasabb volt, és a rock éppen azt a vadságot veszítette el, ami sikeressé tette az újvilágban. Az itt-ott megjelenő valódi rockot játszó bandákra pedig az USA-hoz hasonló üldöztetés várt. A nyugati országokban a kritikusok és média egyaránt lenézték az új stílust, míg a kelet-európai országokban a Szovjet ideológia nevében még csírájában elfojtották annak terjedését. Mint egy korabeli ideológus írta: „Az utóbbi évek burzsoá könnyűzenéje nem más, mint az amerikai imperializmus világuralmi törekvéseinek az egyik megnyilvánulása.” Az évtized vége felé Elvis Presley megjelenésével aztán már nem lehetett tovább fékezni a rock 'n' roll népszerűsödését – legalábbis a nyugat-európai nemzetállamokban.

#### Az 1960-as évek
Az 1960-as évek elején több jelentős rockzenekar alakult. Ismertebb együttesek az 1960-as években: Beatles, Pink Floyd, Rolling Stones, Beach Boys.

#### Az 1970-es évek
Az 1970-es években nagyon elterjedt a rock. Különböző, 1950-es évekből vett stílusokat kevertek össze a modernebb rockkal. Divatba jött a filharmonikusok alkalmazása több együttesnél. Ismertebb együttesek az 1970-es években: Deep Purple, KISS, Led Zeppelin, Queen, Van Halen, Pink Floyd, The Who, Black Sabbath, AC/DC stb.

#### Az 1980-as évek
Az 1980-as években folytatódott a rock aranykora, miközben a műfaj rendkívül szélesen tagolódott, a slágerlistás műfajoktól (pl. Michael Jackson, Queen, Dire Straits) a Heavy metal térnyerésén keresztül a legextrémebb műfajokig (Death metal, Grindcore, stb.). A kor legnagyobb előadói milliós lemezeladásokkal büszkélkedtek, ugyanakkor a zeneipar igyekezett mindenkit ebbe a skatulyába helyezni, ami természetszerűleg vezetett a műfaj népszerűségének visszaeséséhez az 1990-es és 2000-es években. Ugyanakkor az underground színtéren már megjelentek azok az együttesek, amik friss vért pumpáltak a rockzenébe.

#### Az 1990-es évek
Az 1990-es évek elejére a korábbi évtized túlhajtásának hatására a legnagyobb rockzenei előadók feloszlottak, botrányokba süllyedtek zenélés helyett, vagy irányt tévesztettek. Ennek hatására (a legkiemelkedőbb együtteseket leszámítva) a rockzene népszerűsége csökkent. Megjelent a Rap és Hiphop műfaj, ami átvette a stafétát az egzisztenciális válságba süllyedő zenei műfajoktól, valamint a slágerlistákra kerültek a Techno és Dance zenei stílusok. A zenei kiadók ekkor kezdtek a valós művészi teljesítmény keresése helyett a minél gyorsabban minél nagyobb bevételt hozó zenei formációkra álltak rá. Megtörténtek az első kutatások a slágerek felépítését illetően, ami a zenei listákat teljesen átalakította.
Eközben a „föld alatt“ már mozgolódtak az újabb műfajok, amik révén egy új egyensúlyi helyzet állt be a zenei színtéren. Megjelent, felfutott, majd el is múlt a Grunge, részben a zeneipari tevékenységnek köszönhetően, kialakultak az újabb, vegyes műfajok: Nu metal, Indusztriális metal, Poszt rock és társaik, amik révén napjainkban kezdi újabb reneszánszát élni a műfaj.

### Magyarországi elterjedése
A diktatúra viszonyai között nem volt lehetőség a nyugati lázadó stílus átvételére, viszont a hazai rockegyüttesek – bár szolidabb formában – szintén rendszerellenes kritikát hangoztattak. Már az 1960-as években kezdtek színpadra lépni az amerikai stílust követő énekesek, de őket még kordában tudta tartani a cenzúra. Akkoriban tűnt fel például Kovács Kati, akit a táncdalénekesek "jólfésült" énekstílusához szokott fülű zsűri „üvöltözésnek” titulált előadásmódja miatt egy tehetségkutató műsorból is kirakott. Az 1960-as évek elején alakult Illés, Metró, Omega beatzenekarok, ill. az 1971-es rockos LGT színvonalas, de legnagyobbrészt "rizikómentes" muzsikájukkal külföldön és belföldön is sikert arattak, koncerteken és lemezeken egyaránt.
Az 1969-ben alakult és csak 2 évig működő Kex zenekar, ill. frontembere, Baksa-Soós János improvizatív, performansz-elemeket tartalmazó előadásmódja volt az első fecske a magyar underground rögös egén. Az 1970-es években a progresszív rockot, dzsesszrockot játszó, világszínvonalú Syrius együttes emelkedett a legmagasabbra, a korabeli amerikai hatásokat mutató (Jimi Hendrix és mások) zenéjük iránymutató volt, minden értelemben. A közönség hazai érdeklődése, ill. sikeres ausztráliai turnéjuk dacára a kultúrpolitika ellehetetlenítette őket, s a zenekar egy része idővel disszidált, külföldön (Ausztrália, USA) keresett boldogulást.
Hamarosan a Hobo Blues Band és a P. Mobil ("csöves zenekarok") nemkívánatossá vált Aczél György és társai szemében. A durvaságba hajló színpadi body-actionökkel operáló VHK esetében (néhány koncertjelenet játékfilmekbe illesztésén túl) pedig föl sem merült a hivatalossággal való bármilyen kapcsolódás. A korai magyar undergroundban az 1980-as évek elején megjelenő Beatrice együttes ment a legmesszebbre: a funky stílusból érkezett együttes hamarosan átvette a punk néhány külsőségét, valamint botrányos viselkedésükkel és szövegeikkel ők vívták ki legjobban az államhatalom ellenszenvét. A magyar újhullámos underground szövegcentrikus, jobbára áttételes rendszerkritikát képviselő képviselői nagyrészt budapesti zenekarok voltak (A. E. Bizottság, URH, Balaton, Európa Kiadó, Trabant, Kontroll Csoport, Neurotic, KFT).
A Hobo Blues Band, a P. Mobil és a Beatrice alkotta a „fekete bárányoknak” nevezett csoportot, amely úgyszólván tiltólistára került a Kádár-korszakban. 1980-as óbudai koncertjükön az előző évben alakult, előzenekarként föllépő Bizottság egy egészen más stílust (art-rock) képviselt, amely szűk, jobbára értelmiségi/művészközegben vált népszerűvé. Fellépéseik túlmutattak a zenei produkció előadásán – színpadi viselkedésük, performanszba hajló koncertjeik, abszurd szövegeik, "antizenéjük", dadaista, "kormánypukkasztó" jelenlétük méltán keltett értetlenséget a kulturális élet vezetésében (ennek ellenére – nagy kompromisszumok árán – 1983–84-ben két nagylemezük készülhetett idehaza). Szintén 1983–84-ben jelent meg a Nagy Feró nevével fémjelzett Ős-Bikini zenekar két (rendhagyó) albuma.
Az 1980-as évek közepén alakultak meg a Pokolgép és Ossian zenekarok, ők már a heavy metal képviselői voltak. 1989 végén debütált az egyik legnépszerűbb rockegyüttes, a Tankcsapda, mely az 1990-91-es években robbant be a köztudatba, és felkavarta a rockzenei élet állóvizét.
Az 1990-es években a nyugati kultúra befolyásaként számtalan új válfaja jelent meg a rockzenének hazánkban is, ugyanakkor megnőtt az elektronikus zene iránti igény is, részben egyszerűsége, részben olcsósága miatt. Azonban az átmeneti hanyatlást ismét a feltörekvés kezdte jellemezni, és hatalmas méretű rajongótáborok mutatják: a minőségi rockzenére igény van.

## A rock zenei stílusai
A rockzene folyamatos fejlődése során több különböző stílusirányzat megjelenését vonta maga után, melyek bár magukon viselik a rockos gyökereket, mégis sajátos műfaji elemekkel rendelkeznek.

### Hard rock
A stílus sajátos ismertetőjegyei a torzított gitárhangok, és a korábbinál hangosabb ritmusszekció (basszusgitár, dob, ritmusgitár). Kialakulásának kulcsmozzanata volt az 1960-as évek első felében az amerikai rock 'n' roll találkozása a korabeli brit blueszal. A legelső ilyen zenét játszó együttesek: The Rolling Stones, The Yardbirds, The Kinks, The Who és Cream. Jellemző volt zenéjükre a bluesos témaválasztás, a hangos gitár és ritmuskíséret.
Később, a '60-as évek végén olyan együttesek mint a Led Zeppelin és a Black Sabbath megkísérelték a korai brit rock stílust összehozni a még inkább gitárorientáltabb hangszereléssel (Jimi Hendrix), ennek legjobb példája a Led Zeppelin II (1969) album. Innen eredeztethető a hard rock igazi kezdete. Harmadik stílusteremtő hard rock együttes a Deep Purple volt, kései albumaik már heavy metal elemeket is tartalmaztak.

### Heavy metal
A heavy metal (vagy egyszerűen csak metal) 1968 és 1974 között jött létre. A heavy metalt életre hívó, blues-rock és pszichedelikus rock gyökerekkel rendelkező együttesek gitár- és dobközpontú, vastag, kemény hangzást alakítottak ki, melyet erős torzítás és gyors gitárszólók jellemeznek. A heavy metal a könnyűzenei műfajok egyik legextrémebb formája. (A kifejezés eredeti jelentése angolul "nehéz fém".)
Bár már a korai heavy metal együttesek, mint a Led Zeppelin, a Deep Purple és a Black Sabbath is hatalmas közönséget vonzottak, ugyanakkor folyamatosan támadták őket a műfajon kívülről, ami azóta is végigkíséri a metal zene történetét. Mikor a heavy metal együttesek első hulláma kezdett kifáradni, az 1970-es évek végén felbukkant a brit heavy metal új hulláma (New Wave Of British Heavy Metal, rövidítve NWOBHM), amely sokkal inkább eltávolodott az eredeti blueshatásoktól, és beolvasztotta a műfajba a punk fogósságát.
A heavy metal az 1980-as években vált igazán népszerűvé világszerte, amikor sok, ma már szélesebb körben elterjedt alműfaja először kifejlődött. A metal korábban ismert formáinál jóval agresszívebb és extrémebb variációk jobbára csak az underground közönség figyelmét keltették fel, de például a thrash metal együttesek is már komoly kereskedelmi sikereket arattak.

### Progresszív rock
A progresszív rock az 1960-as években alakult ki, de fénykora leginkább az 1970-es évekre tehető. A kompozíciók többnyire hosszú lélegzetűek, nem ritka a 20 percet is meghaladó szerzemény (például Pink Floyd: Echoes, Yes: Close to the Edge). A szerzők témáikat gyakran tételekre osztják, hasonlóan a klasszikus zenekölteményekhez. Bár a progresszív rockot a tudatos témafeldolgozás, annak aprólékos, cizellált zenei kifejtése jellemzi, mégis, szinte minden lemezen találhatunk egy-egy olyan dalt, amely nem illik bele a lemez összképébe. A progresszív rock művelőinek hangszerhasználata is e stílusra jellemző jegyeket mutat. Az elektronikus és akusztikus hangszerek (szintetizátor, orgona, zongora, fuvola) mellett a zenekarok vokális stílusa is sajátos. A progresszív rock előadóit nem kötik meg olyan zenei konvenciók, mint a szokványos 4/4-es ritmusképletek, vagy az egy zeneszám – egy hangnem világa. Egy zenei gondolat megvalósításához éppúgy hozzátartozik a változó ritmuskép, a dinamikusan változó tempó, mint a hangnemek közötti virtuóz átjárás alkalmazása és az extrém széles dinamikatartomány kihasználása. A progresszív rock legjobb képviselőire a virtuozitás, hangszerük (hangszereik) professzionális használata a jellemző. Előadóik, zeneszerzőik között nem ritka a magas szintű zenei előképzettségű művész. E megszerzett képességeket – többek között – szimfonikus jellegű műveikben érhetjük tetten. Jó példa erre az Emerson, Lake & Palmer Works Vol 1. című gyűjteményén a Piano Concerto No. 1 szerzemény.

### Punk rock

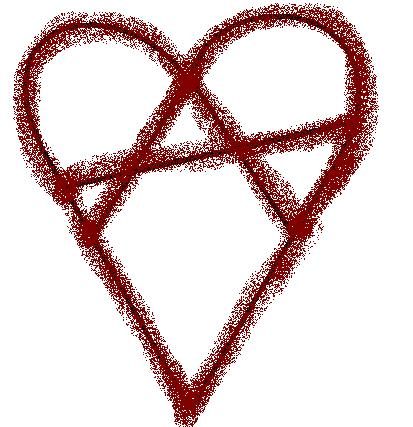
A szív és az anarchizmusra utaló „A”-betű mint punk szimbólum

A punk rock egy rendszerellenes rockzenei mozgalom, amely 1974-1975 táján indult el (habár átmeneti formái már évekkel korábban is léteztek) olyan zenekarok által, mint a Ramones, a Sex Pistols, a The Clash és a Patti Smith. A fogalom használható azokra a zenei színterekre is, amelyek ugyan később jelentek meg, de hasonló alapvető jellemzőkkel rendelkeznek, mint az első generációs „punk”, azonban gyakran tévesen utalnak vele egyéb zenekarokra is, a „viselkedés”, ill. a „fiatalkori agresszió” fogalmán keresztül. A fogalmat gyakran használják a zenei mozgalomhoz kapcsolódó divatirányzattal, ideológiával és szubkultúrával, vagy akár a tiszteletlen („csináld magad”) hozzáállással kapcsolatban is.

### Dzsesszrock
A dzsesszrockot gyakran hozzák összefüggésbe a progresszív rockkal, hiszen mindkettő az európai klasszikus zenéből és a dzsesszből gyökerezik. A stílus rendszerint pörgősebb, élettel telibb a prog rocknál. Leegyszerűsítve arról van szó, hogy a rockzenére jellemző hangszerekkel és dallamvilággal játszanak olyan dzsessz-zenét, ami még belül képes maradni a rock keretein. Egy másik megközelítés szerint a dzsesszrock valódi rockzene, melyhez különböző – a stílustól „idegen” hangszerekkel (például: szaxofon, vonósok, vagy különféle fúvós hangszerek) – hangszerek alkalmazásával egy sokkal instrumentálisabb, teltebb hangzást tesznek hozzá.
A dzsessz-rock kapcsolatból kialakult stílust gyakran „jazz fusion”-ként, vagy csak fusion-ként emlegetik, ez a megnevezés azonban jelentheti a dzsessz összefonódását bármilyen más könnyűzenei stílussal is, például pop, folk, reggae, funk, heavy metal, R&B, hiphop, vagy akár elektronikus zene is.

## Keveredése más műfajokkal
A hatvanas évek végén a rockelőadók visszanyúltak a klasszikus zenei stílusokhoz és előadásformákhoz, és ezeket saját zenei hangzásukkal vegyítették, így születtek például a rockoperák.

### Rockopera
A rockopera kifejezés nem teljesen fedi a valóságot, mivel az ilyen néven említett lemezeknek nem sok közük van a klasszikus értelemben vett operához mint színházi műfajhoz. Rockopera alatt olyan lemezeket vagy dalciklusokat értünk, melyek egy bizonyos témát dolgoznak fel, vagy a színpadi műhöz hasonlóan történetet mesélnek el. Ismertebb rockoperák például a The Who Tommy, illetve Quadrophenia c. lemezei, a Pink Floyd The Wall c. munkája, vagy a magyar István, a király (zenéjét Szörényi Levente szerezte, szövegét Bródy János írta Boldizsár Miklós Ezredforduló című drámája alapján – első bemutatója 1983-ban volt).

### Rockmusical
A rocmusical olyan színpadi műfaj, mely előadása során rockos stíluselemeket tartalmaz. A színházi előadások során általában nélkülözni kell a rockzene fontos velejárói közül a hangerőt, és maga az előadás sem lehet egy koncerthez hasonlóan dinamikus, de az ilyen művek rendezőinek megvannak a módszereik a probléma kikerülésére. A rockmusicalek általában színpadi műként látnak hamarabb napvilágot és a zenei album csak a mű sikere után jelenik meg. Ezen is látszik, hogy elsősorban nem a zeneboltokba szánt alkotásokról van szó. Az első ilyen musicalek megjelenése az 1960-as évekre tehető (ekkor jelent meg a Hair és a Jézus Krisztus szupersztár), de a műfaj virágkora a későbbi évtizedekre tehető.

### Rockoratórium
Lényegében rockopera, azzal a különbséggel, hogy az elmesélt történet nem bomlik szereplőkre, nincsenek benne dialógusok. A dalok elbeszélő formában adják át a történetet a nézőközönségnek. Bizonyos esetekben, ahol az elérni kívánt hangulat ezt megköveteli, a zenészek helyett teljes kórust, vagy nagyzenekart is alkalmazhatnak.

### Rockkabaré
A rockkabaré lényegében egy kabaré, ahol a zenét az egyes jelenetek aláfestérére használják. Illetve a zene nézőpontjából az egyes számok között átvezetést képeznek a humoros jelenetek, dialógusok. A stílus az Egyesült Államokban és Nagy Britanniában volt a legnépszerűbb (lásd: Monty Python), hazánkban a L’art pour l’art Társulat volt a műfaj első képviselője.